# Bratrstvo Tarasovců

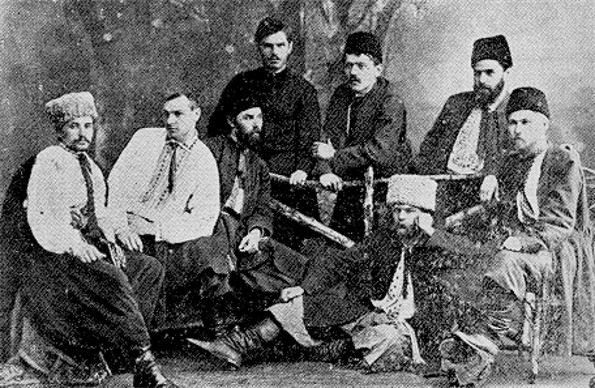
Bratrstvo Tarasovců roku 1891

Bratrstvo Tarasovců (ukrajinsky: Братство тарасівців) byla tajná organizace ukrajinských národně orientovaných studentů. Vznikla v roce 1891 nad hrobem Tarase Ševčenka v Kanivu. Mezi zakladatele patřili Borys Hrinčenko, Mykola Michnovsky a další. Kromě kulturních cílů Tarasovci, jako první politická skupina ukrajinského národního obrození, přijali program osvobození ukrajinského národa z ruské nadvlády a zisk ukrajinské státní nezávislosti. Nový samostatný stát měl mít v jejich představách republikánský charakter, měl plně oddělit církev od státu a měl být sociálně spravedlivý. Program zformulovali v malém městě Hlynsk u Romného, kde působili do konce léta 1891. V létě 1893 byli někteří členové společnosti zatčeni v Charkově, ale další buňky se znovu objevily v Kyjevě, Oděse či Poltavě. Činnost organizace byla ukončena v roce 1898, ale zanechala v ukrajinském politickém životě viditelné stopy. Mladší generace tarasovců založila roku 1900 Revoluční ukrajinskou stranu, první ukrajinskou politickou stranu v Ruské říši.